# Jean-Bertrand Aristide

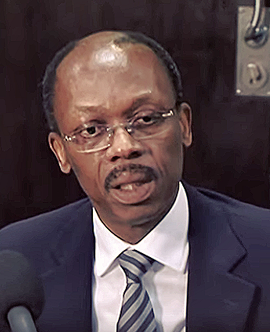
Aristide in 2010

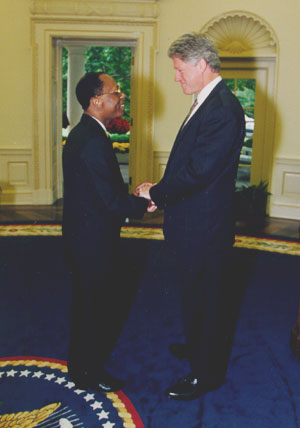
Aristide met Bill Clinton

Jean-Bertrand Aristide (Port-Salut, 15 juli 1953) is ex-president van Haïti en een voormalig rooms-katholieke priester. Zijn bijnaam is Titide. Op 29 februari 2004 werd hij Haïti uitgezet, hij leefde daarna in ballingschap in Zuid-Afrika. Op 18 maart 2011 keerde hij per vliegtuig terug naar Haïti. 

## Biografie
Aristide werd geboren op Haïti, in Port-Salut. Hij doorliep scholen in Port-au-Prince en volgde het College Notre Dame, waar hij in 1974 afstudeerde. Hij studeerde in La Vega, en keerde vervolgens terug naar Haïti waar hij filosofie studeerde aan het Groot-seminarie Notre Dame en psychologie aan de Staatsuniversiteit van Haïti. In 1979 rondde hij deze studies af. Vervolgens reisde hij door Europa en studeerde hij in Italië en Israël.
Aristide keerde in 1983 naar Haïti terug voor zijn intrede in de Kerk. Hij werd benoemd tot priester van een kleine parochie in Port-au-Prince, en vervolgens bij een grotere parochie in de La Saline sloppenwijken. Hij werd een leidende figuur in de radicale vleugel van het katholieke geloof in Haïti (de ti legliz), en zijn preken worden uitgezonden op de nationale katholieke radio. Het regime van Jean-Claude Duvalier probeerde herhaaldelijk om hem het zwijgen op te leggen. Hij werd gered door de ineenstorting van het regime in april 1986. Wel werd Aristide uit de congregatie van de Salesianen van Don Bosco gezet, omdat de kerk vond dat hij zich te politiek opstelde.
Na het geweld van de afgeblazen nationale verkiezingen van 1987, werden de opiniepeilingen van 1990 met behoedzaamheid benaderd. Aristide kondigde zijn kandidatuur voor het presidentschap aan, en na een campagne die zes weken duurde (Lavalas) werd de kleine priester met 67% van de stemmen tot president gekozen. Hij werd de eerste democratisch gekozen president van Haïti.

## Regeerperiode
Hij begon zijn ambtstermijn op 7 februari 1991. Prioriteiten van zijn regering waren landhervormingen, bestrijding van corruptie en het bestrijden van de armoede en werkloosheid. Omdat een oplossing voor de economische en sociale problemen uitbleef, groeide de onrust, en bij het leger was hij impopulair. Op 30 september 1991 werd hij na een staatsgreep door legereenheden gearresteerd. Onder druk van buitenlandse ambassades kreeg hij toestemming het land te verlaten. Na de staatsgreep werd een regering geformeerd die grotendeels bestond uit voormalige medewerkers van ex-dictator Duvalier. Dit leidde tot een uittocht op grote schaal van zogeheten bootvluchtelingen. In 1991 en 1992 redde de Amerikaanse kustwacht meer dan 41 duizend Haïtianen uit zee; meer dan in de voorafgaande tien jaar samen.
Aristide bracht zijn ballingschap in Venezuela en de Verenigde Staten door, en werkte hard aan het verwerven van internationale steun. De Verenigde Naties keurden een militaire interventie goed, en onder dreiging van een door de Verenigde Staten geleide invasie stortte het militaire bewind ineen.

## Terugkeer
Op 15 oktober 1994 keerde Aristide terug naar Haïti om zijn ambtstermijn af te maken. De junta had de economie van Haïti een forse slag toegebracht, en Aristide moest veel economische maatregelen nemen. Verder zuiverde hij het leger van officieren die aan de beruchte School of the Americas waren opgeleid, en richtte hij een politiekorps op. Bij de nationale verkiezingen van juni 1995 behaalde een coalitie onder de naam de Organisation Politique Lavalas (OPL), de overwinning.
In 1995 verliet Aristide zijn priesterorde. In 1996 huwde hij Midred Trouillot, een Amerikaans staatsburger.
Zijn regeringstermijn eindigde in februari 1996. Krachtens de grondwet was het niet toegestaan hier een tweede termijn op te laten volgen. Bij de presidentsverkiezingen in december 1995 kreeg René Préval 88 procent van de stemmen. Hij was een belangrijke bondgenoot van Aristide en was diens premier geweest sinds 1991.
Aan het eind van 1996 brak Aristide met de OPL en richtte hij een nieuwe politieke partij op, de Fanmi Lavalas (FL). De OPL, die in de senaat en de kamer van afgevaardigden de meerderheid had, hernoemde zichzelf in de Organisation du Peuple en Lutte, waarbij de afkorting OPL gehandhaafd bleef. Bij de senaatsverkiezingen in april 1997 kwam maar 5 procent van de kiezers opdagen, en er waren beschuldigingen van fraude. Daarom weigerde de regering Preval de uitslag te accepteren.
Bij nieuwe verkiezingen in mei 2000 voor bijna de gehele Assemblée Nationale was de opkomst meer dan 60 procent. De wijze van tellen, die door de Conseil Electoral Provisoire (CEP) was bedacht om de FL aan een monsterzege te helpen, riep veel wantrouwen op. Oppositiepartijen sloten zich aaneen onder de naam Convergence Democratique (CD) en eisten dat de verkiezingen ongeldig werden verklaard.
Desondanks werd Aristide op 7 februari 2001 ingezworen als de nieuwe Haïtiaanse president. Diezelfde dag werd Gerard Gourgue door de CD ingezworen als hoofd van een nieuwe voorlopige regering. Aristide hervormde de CEP, maar nam geen enkele aanhanger van de oppositie op. Jean-Marie Cherestal werd in maart 2001 de nieuwe premier.
De CD verwierp beide besluiten, en daarop trachtte de regering Gourgue te laten arresteren. De economie leed onder de politieke stagnatie. Aristide probeerde de oppositie te paaien - in juni 2001 traden senatoren die betwiste zetels bezetten af - maar de besprekingen tussen de FL en de CD mislukten bij herhaling. Midden december 2001 vond een nieuwe couppoging plaats. Jean-Marie Cherestal trad in januari 2002 af, omdat de economie nog steeds haperde. Daarna ging Aristide steeds meer met knokploegen uit de armste wijken opereren om zijn falende regering overeind te houden. Bij de westerse regeringen, die in 1994 zijn terugkeer hadden bewerkstelligd, verloor hij elk prestige.

## Vlucht uit Haïti
Sinds het begin van 2004 werd veel tegen Aristide gedemonstreerd en verkeerde het land in chaos. Internationaal werd grote druk op hem uitgeoefend om af te treden. Op 29 februari om 4:00 verliet hij volgens Dick Cheney en Colin Powell vrijwillig het land, maar Aristide zegt dat hij werd ontvoerd, een verhaal dat door zijn conciërge, Joseph Pierre, en een Amerikaanse beveiligingsambtenaar, is bevestigd. Boniface Alexandre werd aangesteld om een overgangsregering te vormen. Sinds 31 mei 2004 woonde Aristide met zijn familie in Johannesburg, Zuid-Afrika. Op 18 maart 2011 keerde hij terug naar Haïti.

## Onderscheiding
In 1996 ontving Aristide de Bilbao-prijs voor de Bevordering van een Cultuur van Mensenrechten (UNESCO).